# Championnat d'Équateur de football 1974
Navigation
Saison précédente Saison suivante
La saison 1974 du Championnat d'Équateur de football est la seizième édition du championnat de première division en Équateur.
Le fonctionnement du championnat change de nouveau cette saison. Huit équipes prennent part à la Série A, la première division, au sein d'une poule où elles affrontent leurs adversaires deux fois, à domicile et à l'extérieur. À la fin de cette première phase, les deux premiers du classement se qualifient pour la Liguilla, les deux derniers sont relégués et remplacés par les deux meilleurs clubs de Série B, la deuxième division équatorienne. La deuxième phase fonctionne exactement comme la première, avec le système de qualification pour la Liguilla mais il n'y a pas de relégation. En fin de saison, les clubs qualifiés pour la Liguilla se disputent le titre national.
C'est le LDU Quito (un club qui était en Série B au début de la saison) qui remporte la compétition après avoir battu Club Deportivo El Nacional lors de la finale nationale. C'est le 2e titre de champion d'Équateur de l'histoire du club, après celui obtenu en 1969.

## Première phase

### Les clubs participants
| - Club Sport Emelec - Barcelona Sporting Club - Club Deportivo El Nacional - CDU Católica del Ecuador | - Deportivo Quito - LDU Portoviejo - Deportivo Cuenca - Club Social y Deportivo Macara |

### Classement
| Rang | Équipe                         | Pts | J  | G | N | P | Bp | Bc | Diff |
| ---- | ------------------------------ | --- | -- | - | - | - | -- | -- | ---- |
| 1    | Deportivo Cuenca               | 19  | 14 | 8 | 3 | 3 | 22 | 11 | +11  |
| 2    | Club Deportivo El Nacional T   | 18  | 14 | 6 | 6 | 2 | 28 | 19 | +9   |
| 3    | Club Sport Emelec              | 17  | 14 | 7 | 3 | 4 | 19 | 15 | +4   |
| 4    | Barcelona Sporting Club        | 16  | 14 | 4 | 8 | 2 | 19 | 16 | +3   |
| 5    | LDU Portoviejo                 | 13  | 14 | 4 | 5 | 5 | 21 | 25 | -4   |
| 6    | CDU Católica del Ecuador       | 11  | 14 | 5 | 1 | 8 | 14 | 18 | -4   |
| 7    | Deportivo Quito                | 9   | 14 | 2 | 5 | 7 | 16 | 23 | -7   |
| 8    | Club Social y Deportivo Macara | 9   | 14 | 3 | 3 | 8 | 17 | 29 | -12  |

|  | Qualification pour la Liguilla |
|  | Relégation en Série B          |
|  | T : Tenant du titre            |

## Seconde phase

### Les clubs participants
| - Club Sport Emelec - Barcelona Sporting Club - Club Deportivo El Nacional - CDU Católica del Ecuador | - LDU Quito - Promu de Série B - LDU Portoviejo - Deportivo Cuenca - América de Quito - Promu de Série B |

### Classement
| Rang | Équipe                       | Pts | J  | G | N | P | Bp | Bc | Diff |
| ---- | ---------------------------- | --- | -- | - | - | - | -- | -- | ---- |
| 1    | Club Deportivo El Nacional T | 17  | 14 | 4 | 9 | 1 | 20 | 15 | +5   |
| 2    | LDU Quito P                  | 16  | 14 | 5 | 6 | 3 | 16 | 13 | +3   |
| 3    | Barcelona Sporting Club      | 15  | 14 | 5 | 5 | 4 | 21 | 20 | +1   |
| 4    | América de Quito P           | 14  | 14 | 5 | 4 | 5 | 24 | 21 | +3   |
| 5    | Deportivo Cuenca             | 13  | 14 | 5 | 3 | 6 | 19 | 15 | +4   |
| 6    | CDU Católica del Ecuador     | 13  | 14 | 3 | 7 | 4 | 23 | 24 | -1   |
| 7    | Club Sport Emelec            | 12  | 14 | 3 | 6 | 5 | 17 | 20 | -3   |
| 8    | LDU Portoviejo               | 12  | 14 | 3 | 6 | 5 | 7  | 19 | -12  |

|  | Qualification pour la Liguilla           |
|  | T : Tenant du titre P : Promu de Série B |

- La saison prochaine doit se disputer à 12 équipes et il n'y a donc aucune équipe reléguée en Série B à l'issue de la seconde phase.

## Liguilla
- Le Club Deportivo El Nacional se qualifie directement pour la finale après avoir obtenu le plus grand total de points sur les deux phases.

|  | Demi-finales          | Demi-finales          | Demi-finales | Demi-finales |                            |                            | Finale | Finale | Finale | Finale |
|  |                       |                       |              |              |                            |                            |        |        |        |        |
|  |                       |                       |              |              |                            |                            |        |        |        |        |
|  | Club Deportivo Cuenca | Club Deportivo Cuenca | 0            | 0            |                            |                            |        |        |        |        |
|  | Club Deportivo Cuenca | Club Deportivo Cuenca | 0            | 0            |                            |                            |        |        |        |        |
|  | LDU Quito             | LDU Quito             | 0            | 1            |                            |                            |        |        |        |        |
|  | LDU Quito             | LDU Quito             | 0            | 1            | Club Deportivo El Nacional | Club Deportivo El Nacional | 1      | 0      |        |        |
|  |                       |                       |              |              | Club Deportivo El Nacional | Club Deportivo El Nacional | 1      | 0      |        |        |
|  |                       |                       | LDU Quito    | LDU Quito    | 2                          | 0                          |        |        |        |        |
|  |                       |                       |              |              | 2                          | 0                          |        |        |        |        |
|  |                       |                       |              |              |                            |                            |        |        |        |        |
|  |                       |                       |              |              |                            |                            |        |        |        |        |
|  |                       |                       |              |              |                            |                            |        |        |        |        |

## Bilan de la saison
| Championnat d'Équateur de football 1974 |                                                                        |
| Champion                                | LDU Quito (2e titre)                                                   |
| Qualifications continentales            |                                                                        |
| Copa Libertadores 1975                  | LDU Quito                                                              |
| Copa Libertadores 1975                  | Club Deportivo El Nacional                                             |
| Promotions et relégations               |                                                                        |
| Promus en Série A                       | Carmen Mora Deportivo Quito Sociedad Deportiva Aucas Club 9 de Octubre |
| Relégués en Série B                     | Aucun                                                                  |